# Schlötel oder Was solls
Schlötel oder Was solls ist eine Komödie in fünf Akten von Christoph Hein, die am 25. September 1974 an der Volksbühne Berlin mit Michael Gwisdek in der Titelrolle unter der Regie von Manfred Karge und Matthias Langhoff uraufgeführt wurde. Die bundesdeutsche Erstaufführung fand am 26. Juni 1986 in Kassel statt (Regie: Matthias Fontheim). In der DDR wurde das Stück erst wieder im Frühjahr 1989 im Eduard-von-Winterstein-Theater in Annaberg-Buchholz aufgeführt.
Der Text erschien 1981 innerhalb der Sammlung „Cromwell und andere Stücke“ im Aufbau-Verlag Berlin. Im Verlag Luchterhand Darmstadt kam das Buch „Schlötel oder Was solls - Stücke und Essays“ im Jahr 1986 heraus.
Der Akademiker Schlötel will die Praktikerschar zu wirksamerer Produktionsstrategie überreden und scheitert auf der ganzen Linie. 
Kiewitz erklärt im Jahr 1994 den Titel der Komödie: Dem Zuschauer aus der DDR bleiben anno 1974 zwei Möglichkeiten. Entweder er verzehrt sich für ein Ideal wie Held Schlötel oder er lässt den real existierenden Sozialismus achselzuckend – gleichsam als Entmündigter – über sich ergehen. 

## Inhalt

### Handlung
1
Professor Merzler vergnügt sich auf einem Leipziger GST-Schießplatz mit seinen Doktoren. Man beschließt während der Übungen mit dem Luftgewehr, Genosse Bernd Schlötel – ein begabter, zu Widerspruch neigender junger Absolvent des Instituts für Soziologie – soll sich vorerst für ein Jahr in der Produktion in einem nicht benannten Schwedter Kombinat bewähren. Danach wird man weitersehen.
Genosse Brigadier Kantwerk ist in Schwedt nicht gerade begeistert, als er einen Studierten von der Universität beschäftigen soll. Zumal da sich die Brigade Kantwerk in einer prekären Lage befindet. Es muss während der Arbeitszeit gebummelt werden, weil der Materialfluss stockt. Wenn dann Material ankommt, werden wieder Überstunden anstehen.
Der Schwedter Parteisekretär Netzker empfängt Schlötel nicht mit offenen Armen. Zwar ist die Kaderakte des Ankömmlings sauber, doch Netzker ist gegen die Beschäftigung von Hochschulabsolventen als Ungelernte in seinem Betrieb.
2
Netzker sucht seinen Schwiegersohn Kantwerk und findet den Familienvater im Bett des Küchenmädchens Kathrin. Netzker überredet Kantwerk zu einem Aufruf, die Einführung des Objektlohnes betreffend. Denn die Initiative muss von unten kommen; aus der herrschenden Klasse.
Im Kollegenkreis wird Schlötel zwar für keinen schlechten Arbeiter, aber für einen Wirrkopf gehalten. Seine schwangere Ehefrau Irene hat Schlötel in Leipzig gelassen. Kathrin und Schlötel verlieben sich ineinander. Schlötel unterstützt den Aufruf Kantwerks.
3
Irene klagt dem alten Hausmeister Ringling im Soziologie-Institut der Universität ihr Leid. In Erwartung ihrer Niederkunft sehnt die Frau den Ehemann Bernd Schlötel herbei. Genosse Ringling fordert von Professor Merzler, er möge die Strafversetzung des Widerspruchsgeistes Schlötel unverzüglich beenden; ihn zurückrufen. Der Professor sträubt sich.
Die Schwedter Arbeiter nehmen den Objektlohn nicht an. Netzker gibt dem Gegendruck nach; gesteht seinen Fehler ein. Schlötel ist von der Richtigkeit des Objektlohnes überzeugt, kommt aber damit weder bei Netzker noch bei den Arbeitern durch. Nach neun Monaten Aufenthalt wird Schlötel in Schwedt fristlos entlassen. Der Zutritt ins Werk wird ihm untersagt. Eine Parteistrafe droht. Schlötel wird von mehreren Unbekannten abends auf der Straße zusammengeschlagen. Irene reist an. Schlötel geht nicht mit zurück nach Leipzig.
4
Irene sitzt mit ihrem neugeborenen Kind allein in Leipzig. Professor Merzler, der sich als ein von den Russen umerzogener Mitläufer der Nazis erweist, denkt nicht daran, Schlötel zurückzuholen. Denn der Herr Professor möchte seinen Posten behalten.
Obwohl Schlötel seine Arbeitsstelle nicht betreten darf, versucht er in Schwedt weiterhin, ehemalige Arbeitskollegen für den Objektlohn zu gewinnen. Kathrin will nichts mehr von dem Geliebten wissen. Schlötel klagt Netzker als Saboteur an.
5
In Leipzig verliebt sich Irene in einen von Merzlers Doktoren und beantragt die Scheidung. Schlötel weiß offenbar nichts davon. Er fährt von Schwedt aus an die Ostsee und bringt sich in dem Gewässer um. Auf Beschluss der Bezirksleitung wird in Netzkers Machtbereich der Objektlohn eingeführt. Der Staatsanwalt sieht von der Anklage Netzkers ab, weil das Verfahren gegenstandslos geworden ist.

## Selbstzeugnis
Aufführung eines Fragments: Im Jahr 1978 habe sich Hein in einem Interview mit dem Blatt „Theater der Zeit“ darüber beklagt, dass vor der Berliner Uraufführung „etwa ein Drittel des Textes“ entfernt worden sei.

## Rezeption
Ursachen für Schlötels Suizid werden gesucht und gefunden.

### Äußerungen nach Bühnenaufführungen
Berliner Uraufführung:
Eigentlich scheitere Schlötel, weil er die Arbeiter belehren wolle.
Kasseler Erstaufführung:
Der „Störenfried“ (aus Volker Klotz: „Bürgerliches Lachtheater“) Schlötel pralle an „der Macht des Kollektivs“ ab.

### Besprechungen
Bei der Untersuchung von Schlötels Freitod kommt Janssen-Zimmermann zu dem Ergebnis, der Held gehe unter, weil er sein unangebrachtes Heldentum nicht einsieht. Die Komödie nähere sich der Tragödie. Kiewitz nennt Schlötel „einen Kohlhaas des Verstandes“, der – unklug wie er nun einmal ist – ausschließlich ohne Maß reagiere. Nach Kiewitz geht es in dem Stück um das Straucheln des DDR-Sozialismus, wenn Netzker das Wort von dem „Volk von unkündbaren Beamten“ in den Mund nimmt. Netzker machten nach diesem Statement alle jene das Leben schwer, die schamlos nach Wohlleben verlangten.
Arnold gibt fünf Kritiken an.

### Textausgaben
Verwendete Ausgabe
- „Schlötel oder Was solls. Eine Komödie“. S. 161–224 in: Christoph Hein: Die Ritter der Tafelrunde und andere Stücke. 264 Seiten. Aufbau-Verlag, Berlin 1990 (1. Aufl.), ISBN 3-351-01632-8

Ausgaben
- Christoph Hein: Schlötel oder Was solls. Stücke und Essays. 203 Seiten. Luchterhand Literaturverlag, Darmstadt 1986, ISBN 3472616709

### Sekundärliteratur
- Michael Töteberg: „Der Anarchist und der Parteisekretär. Die DDR-Theaterkritik und ihre Schwierigkeiten mit Christoph Hein.“ S. 36–43 in: Heinz Ludwig Arnold (Hrsg.): „Text+Kritik. Zeitschrift für Literatur. Heft 111. Christoph Hein.“ München, Juli 1991, ISBN 3-88377-391-3
- Klaus Hammer (Hrsg.): „Chronist ohne Botschaft. Christoph Hein. Ein Arbeitsbuch. Materialien, Auskünfte, Bibliographie.“ 315 Seiten. Aufbau-Verlag, Berlin 1992, ISBN 3-351-02152-6
- Antje Janssen-Zimmermann: „Subjektive Objektivität. Drei Theatertexte Christoph Heins - eine Trilogie des Sozialismus?“ in: ebenda, S. 184–194
- Christl Kiewitz: „Der stumme Schrei. Krise und Kritik der sozialistischen Intelligenz im Werk Christoph Heins.“ 308 Seiten. Stauffenburg Verlag, Tübingen 1995 (Diss. Universität Augsburg 1994), ISBN 3-86057-137-0 (S. 43–63)

## Anmerkung
1. ↑  Es könnte das Petrolchemische Kombinat gemeint sein.